# Daniel Peixoto
Daniel Peixoto es un cantante de música electrónica de Brasil.

## Biografía
Daniel Peixoto nació en el distrito de Aldeota, en el norte de Fortaleza, estado de Ceará, Nordeste de Brasil. Comenzó a cantar a la edad de 18 años. Su primera banda fue lo Montage.
En 2009 comenzó su carrera como solista, y cambió sus influencias sonoras para algo más pop y tropical, en lugar de synthpunk de Montage. Su álbum de debut, "Mastigando Humanos", fue lanzado en 2011, así como su primer EP, "Shine", por el sello francés, Abatjour Records. Daniel Peixoto ganó el Artist of the Week de la MTV IGGY de Nueva York.
Su último single del álbum "Mastigando Humanos" fue "Flei", liberado a 29 de enero.
Peixoto lanzó su single, "Crush (Manda Nude)", en 2016.

## Discografía
| Título             | Año  | Disquera            | Tipo       |
| ------------------ | ---- | ------------------- | ---------- |
| Mastigando Humanos | 2011 | Fora do Eixo Discos | CD         |
| Shine              | 2011 | AbatJour Records    | EP digital |